# ONE Friday Fights 14
ONE Friday Fights 14: Gingsanglek vs. Chorfah (también conocido como ONE Lumpinee 14) fue un evento de deportes de combate producido por ONE Championship llevado a cabo el 28 de abril de 2023, en el Lumpinee Boxing Stadium en Bangkok, Tailandia.

## Historia
El evento fue encabezado por una pelea de muay thai de peso pactado entre Gingsanglek Tor.Laksong y Chorfah Tor.Sangtiennoi.

## Bonificaciones
Los siguientes peleadores recibieron bonos de ฿350.000.
- Actuación de la Noche: Gingsanglek Tor.Laksong, Kongchai Chanaidonmuang, Xavier Gonzalez, Chatpichit SorSor.Toipadriew, Sakaengam Jitmuangnon y Saeksan Or. Kwanmuang